# Đại học Victoria

UVIC LOGO

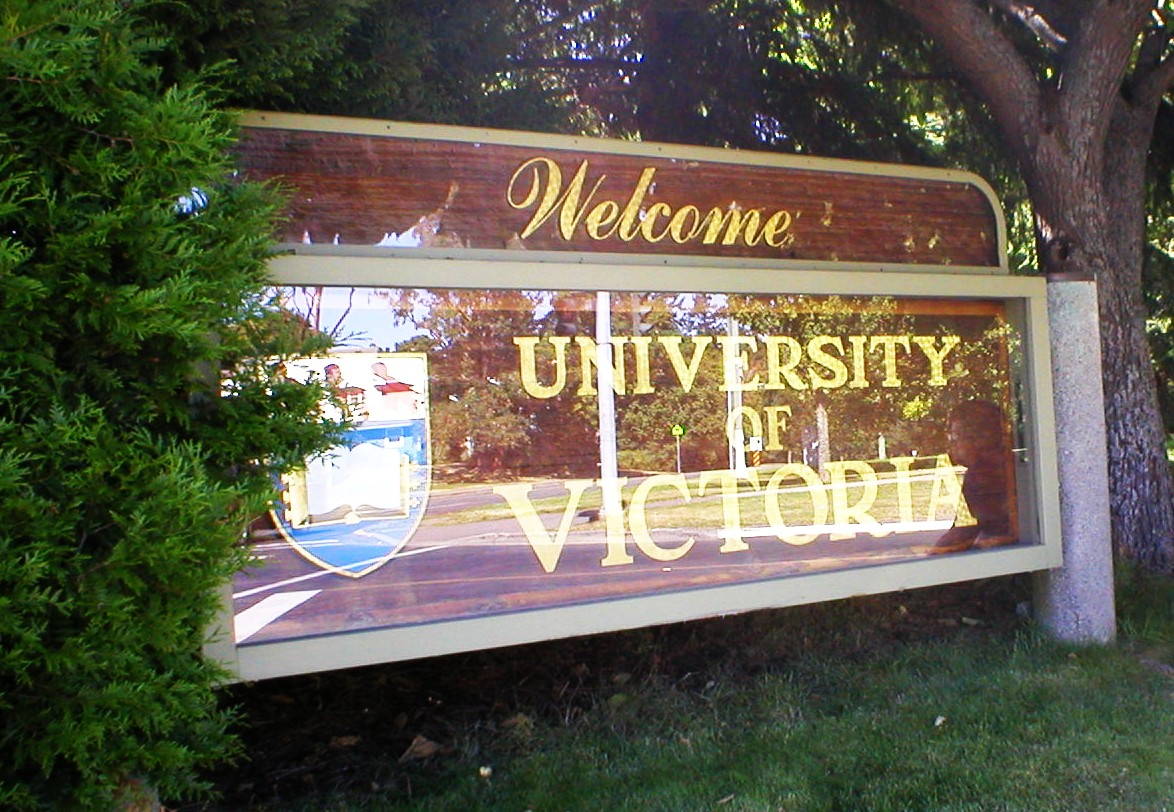

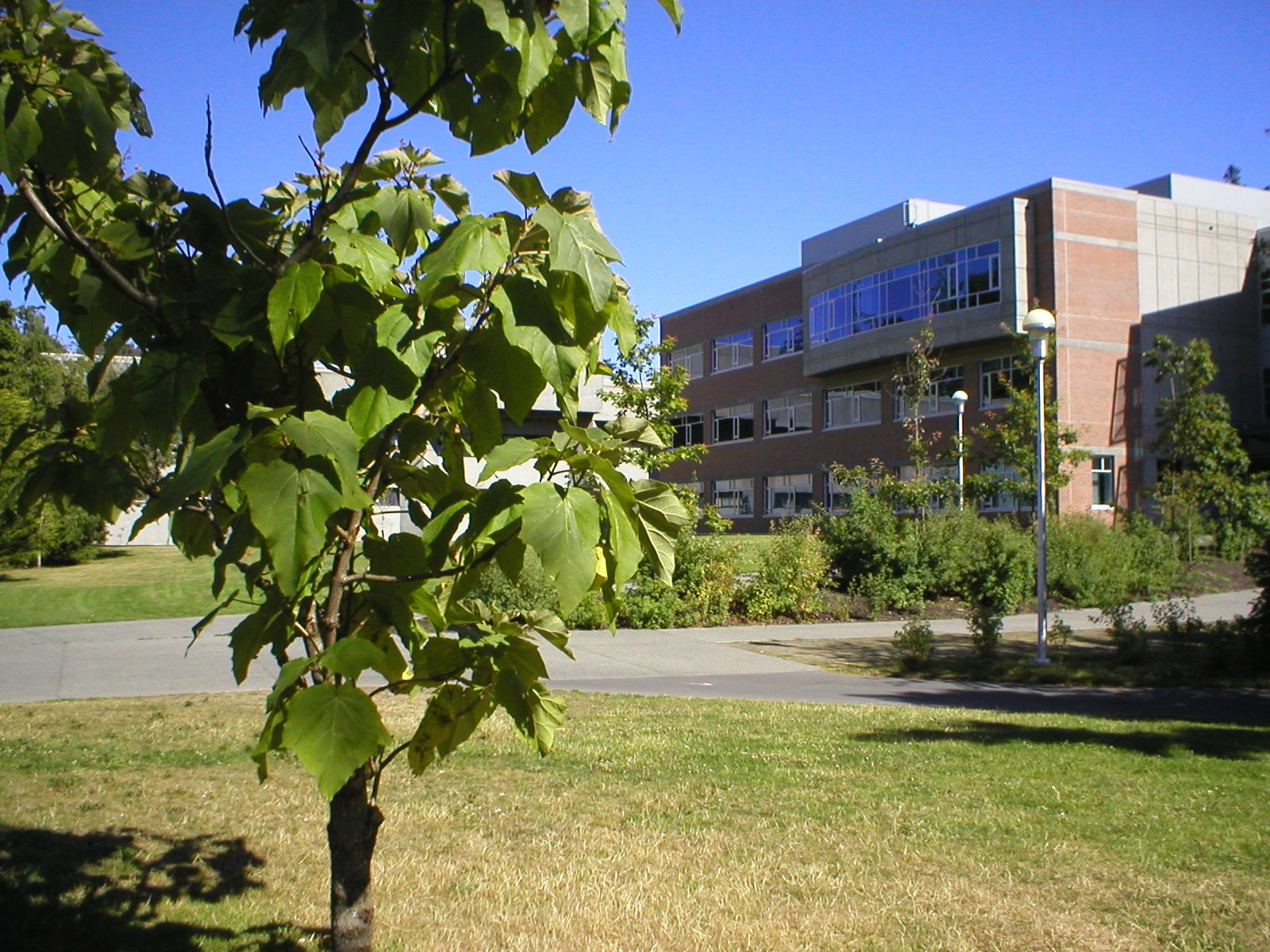

Viện Đại học Victoria hay Đại học Victoria (tiếng Anh: University of Victoria, thường gọi tắt là UVic) là một viện đại học nằm về phía đông bắc của thành phố Victoria, British Columbia, Canada. UVic được thành lập năm 1963. Đây là viện đại học đứng thứ 20 của Canada năm 2004, 2005 về khía cạnh nghiên cứu.

## Các viện trưởng
- W. Harry Hickman, 1963-1964, quyền
- Malcolm G. Taylor, 1964-1968
- Robert T. D. Wallace, 1968-1969, quyền
- Bruce J. Partridge, 1969-1972
- Hugh E. Farquhar, 1972-1974
- Stephen A. Jennings, 1974, quyền
- Howard E. Petch, 1975-1990
- David F. Strong, 1990-2000
- David H. Turpin, 2000-hiện tại